# Кушания
Кушания (узб. Кушония) — исчезнувший согдийский город, в IV—XII вв. находившийся на территории современной Самаркандской области Узбекистана. Полагают, что город был расположен у современного города Каттакурган.

## История
Начиная с IV века источники говорят о союзе шести согдийских государств в числе которых была Кушания.
Город Кушания считался самым цветущим в Согде (конечно, после Самарканда); Истахри называет его «сердцем согдийских городов». Кушания в домусульманскую эпоху составляла особое владение.
Согласно китайским историкам, в Кушании было здание с живописными изображениями государей Китая, тюрков, Персии, Рима.
Как сообщает автор X века Ибн Хаукаль: «Кушания — самый цветущий из городов Согда. Он и Иштихан два весьма сходных по величине округа, но только главный город Кушании больше и селения её крупнее… От гор, называемых Саградж, до границ Кушании приблизительно 5 переходов в длину, в ширину же около 1 перехода. Селения Кушании занимают пространство около 2 дней пути в длину, а в ширину примерно один… Сердцем согдийских городов является Кушания, жители которой богаче, чем население остальных областей Согда».
Аль-Мукаддаси приводит сведения ал-Джайхани, о том, одна из прекрасных мечетей Согда находилась в Кушании.